# Grammy Award alla miglior interpretazione vocale R&B femminile
Il Grammy Award alla miglior interpretazione vocale R&B femminile (Grammy Award for Best Female R&B Vocal Performance) è un premio dei Grammy Award conferito dalla National Academy of Recording Arts and Sciences dal 1968 al 2011 per la qualità della migliore interpretazione vocale R&B femminile.
Inizialmente conosciuta come Grammy Award alla miglior interpretazione vocale solista Rhythm and Blues, femminile (Best Rhythm and Blues Solo Vocal Performance, Female).
Nell'ambito dell'importante revisione delle categorie Grammy, il premio è stato interrotto nel 2011. Le categorie miglior interpretazione vocale R&B femminile, miglior interpretazione vocale R&B maschile e miglior interpretazione vocale R&B di coppia o di gruppo sono passate alla categoria Grammy Award alla miglior interpretazione R&B.

## Vincitori e candidati

### Anni 1960
- 1968[1]
  - Aretha Franklin - Respect
  - Etta James - Tell Mama

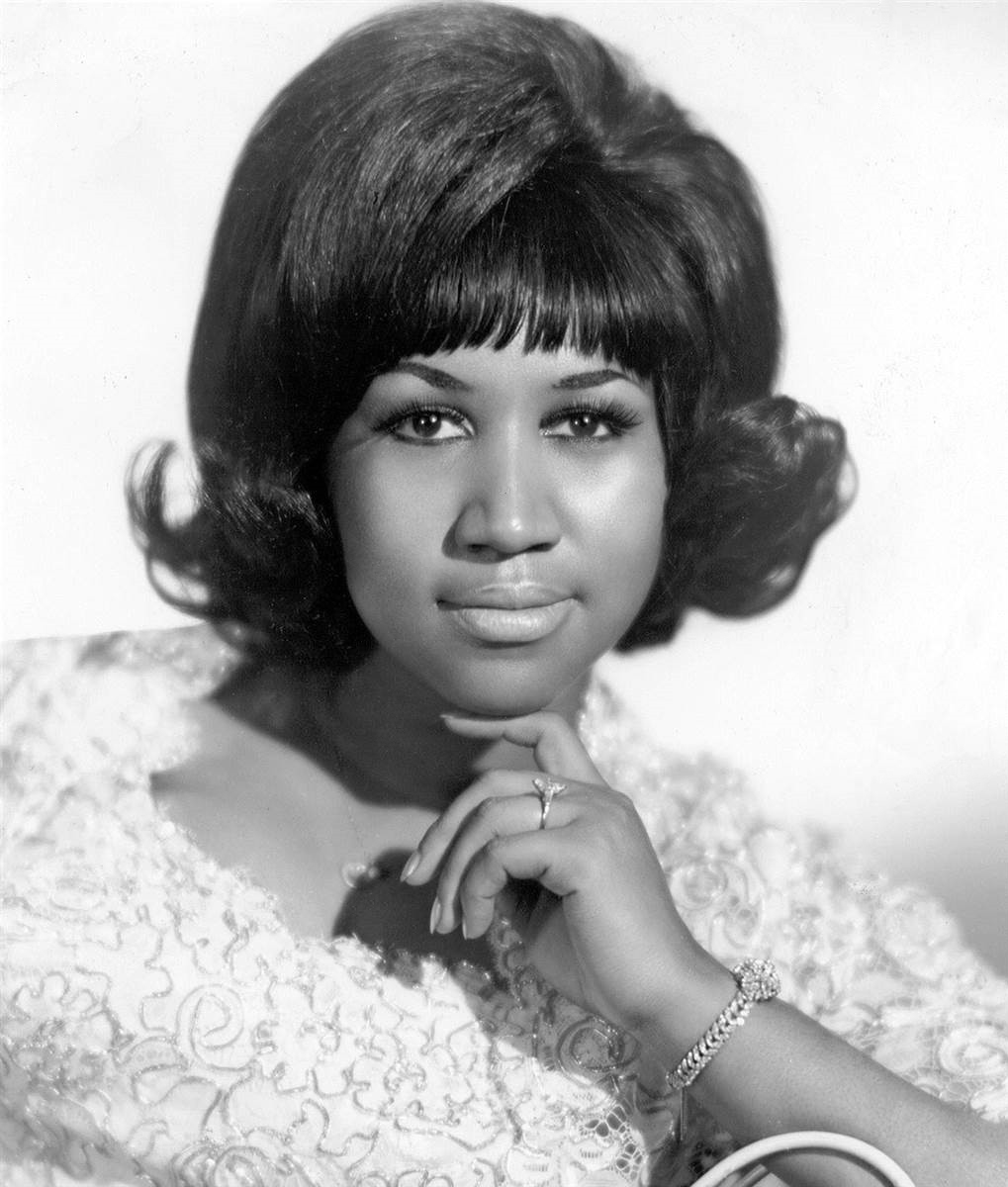
Aretha Franklin è stata la prima a ricevere il premio nel 1968. In totale, ha vinto in questa categoria 11 volte.

  - Gladys Knight - I Heard It Through the Grapevine
  - Nina Simone - You'll Go to Hell
  - Carla Thomas - The Queen Alone
- 1969
  - Aretha Franklin - Chain of Fools
  - Barbara Acklin - Love Makes a Woman
  - Erma Franklin - Piece of My Heart
  - Etta James - Security
  - Ella Washington - He Called Me Baby

### Anni 1970
- 1970

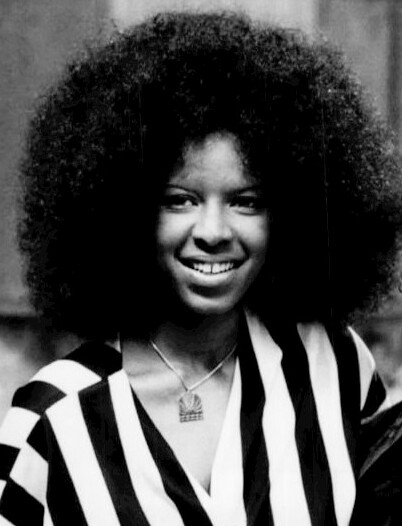
Natalie Cole, la seconda artista a vincere questo premio, ha vinto nel 1976 e nel 1977.

  - Aretha Franklin - Share Your Love with Me
  - Gloria Taylor - You Gotta Pay the Price
  - Ruth Brown -  Yesterday
  - Tina Turner - The Hunter
  - Dee Dee Warwick - Foolish Fool
- 1971
  - Aretha Franklin - Don't Play That Song
  - Esther Phillips - Set Me Free
  - Nina Simone - Black Gold
  - Candi Staton - Stand by Your Man
  - Dee Dee Warwick - She Didn't Know
- 1972
  - Aretha Franklin - Bridge Over Troubled Water
  - Jean Knight - Mr. Big Stuff
  - Janis Joplin - Pearl
  - Freda Payne - Contact
  - Diana Ross - (I Love You) Call Me
- 1973
  - Aretha Franklin - Young, Gifted and Black
  - Merry Clayton - Oh No Not My Baby
  - Esther Phillips - From a Whisper to a Scream
  - Candi Staton - In the Ghetto
  - Betty Wright - Clean Up Woman
- 1974
  - Aretha Franklin - Master of Eyes (The Deepness of Your Eyes)
  - Etta James - Etta James
  - Ann Peebles - I Can't Stand the Rain
  - Esther Phillips - Alone Again (Naturally)
  - Sylvia - Pillow Talk
- 1975
  - Aretha Franklin - Ain't Nothing like the Real Thing
  - Shirley Brown - Woman to Woman
  - Thelma Houston - You've Been Doing Wrong for So Long
  - Millie Jackson - (If Loving You Is Wrong) I Don't Want to Be Right
  - Etta James - St. Louis Blues
  - Ann Peebles - You Keep Me Hangin' On
  - Tina Turner - Tina Turns the Country On!
- 1976
  - Natalie Cole - This Will Be
  - Gloria Gaynor - Never Can Say Goodbye
  - Gwen McCrae - Rockin' Chair
  - Esther Phillips - What a Diff'rence a Day Makes
  - Shirley & Company - Shame, Shame, Shame
- 1977
  - Natalie Cole - Sophisticated Lady (She's a Different Lady)
  - Aretha Franklin - Something He Can Feel
  - Dorothy Moore - Misty Blue
  - Melba Moore - Lean On Me
  - Diana Ross - Love Hangover
- 1978
  - Thelma Houston - Don't Leave Me This Way
  - Natalie Cole - I've Got Love on My Mind
  - Aretha Franklin - Break It to Me Gently
  - Dorothy Moore - I Believe You
  - Diana Ross - Your Love Is So Good for Me
- 1979
  - Donna Summer - Last Dance
  - Alicia Bridges - I Love the Nightlife
  - Natalie Cole - Our Love
  - Aretha Franklin - Almighty Fire
  - Chaka Khan - I'm Every Woman

### Anni 1980
- 1980
  - Dionne Warwick - Déjà Vu
  - Natalie Cole - I Love You So
  - Minnie Riperton - Minnie
  - Amii Stewart - Knock on Wood

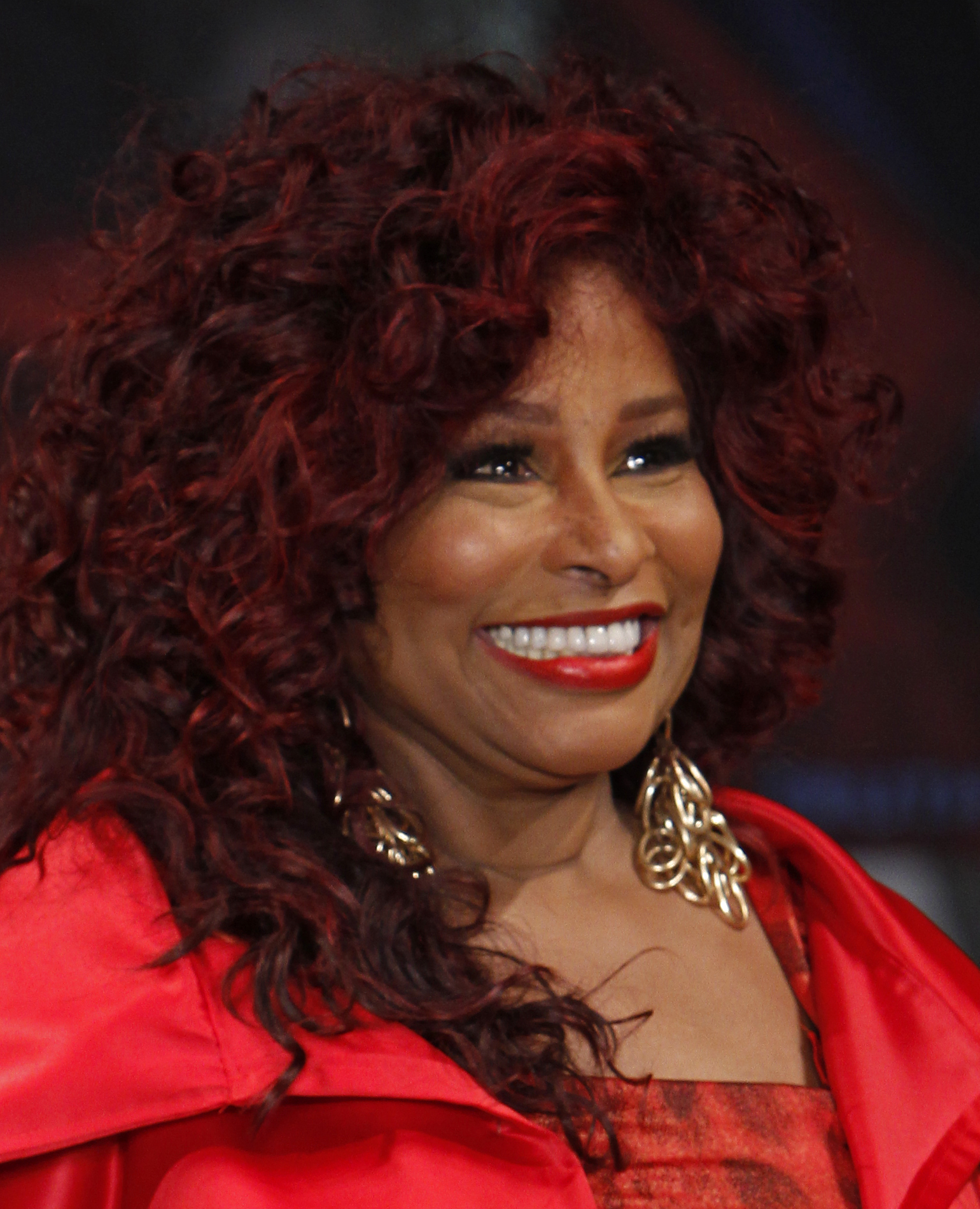
Chaka Khan ha vinto 3 volte in questa categoria: nel 1984, nel 1985 e nel 1993.

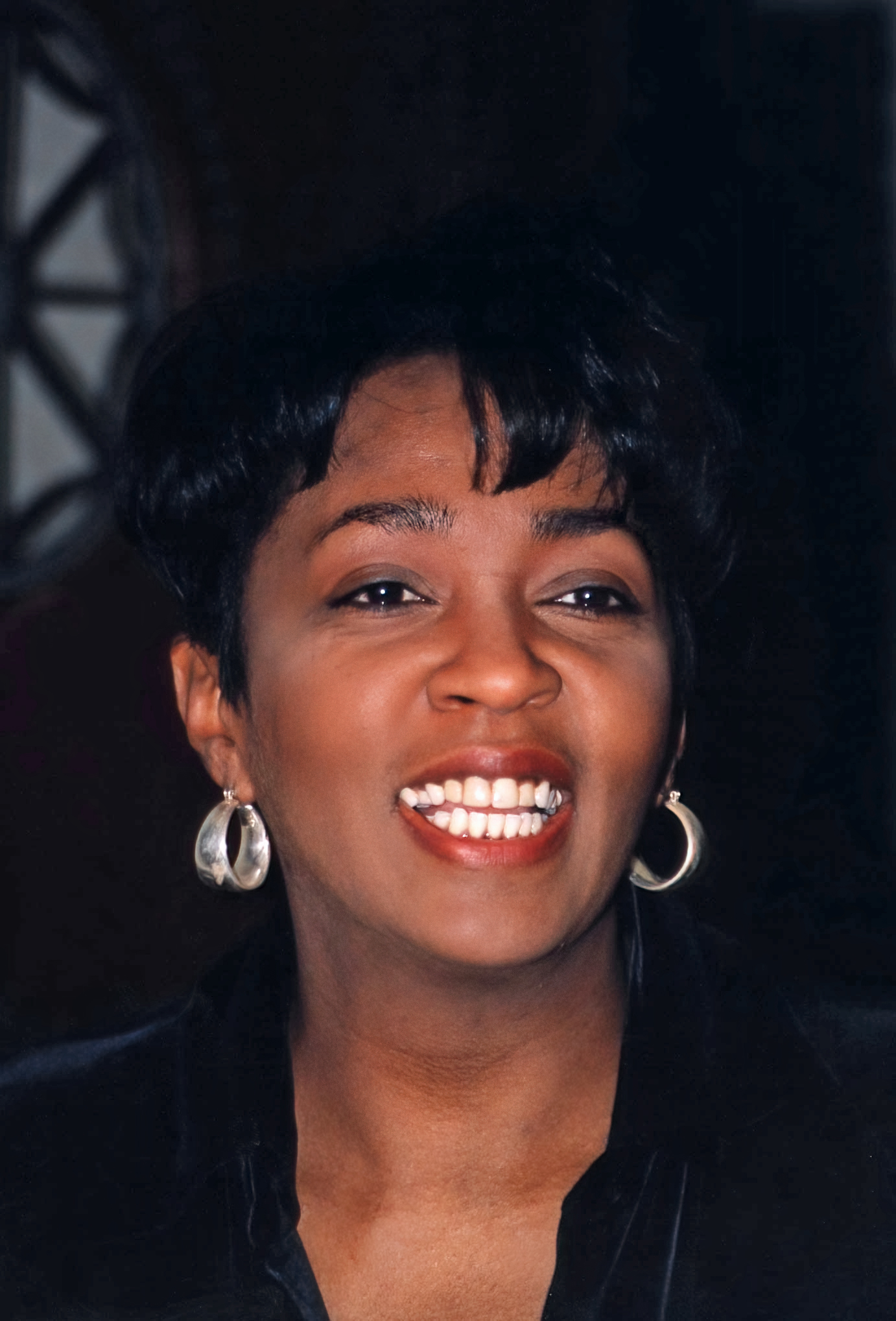
Anita Baker ha vinto il premio per la prima volta nel 1987. In totale, ha vinto in questa categoria 5 volte.

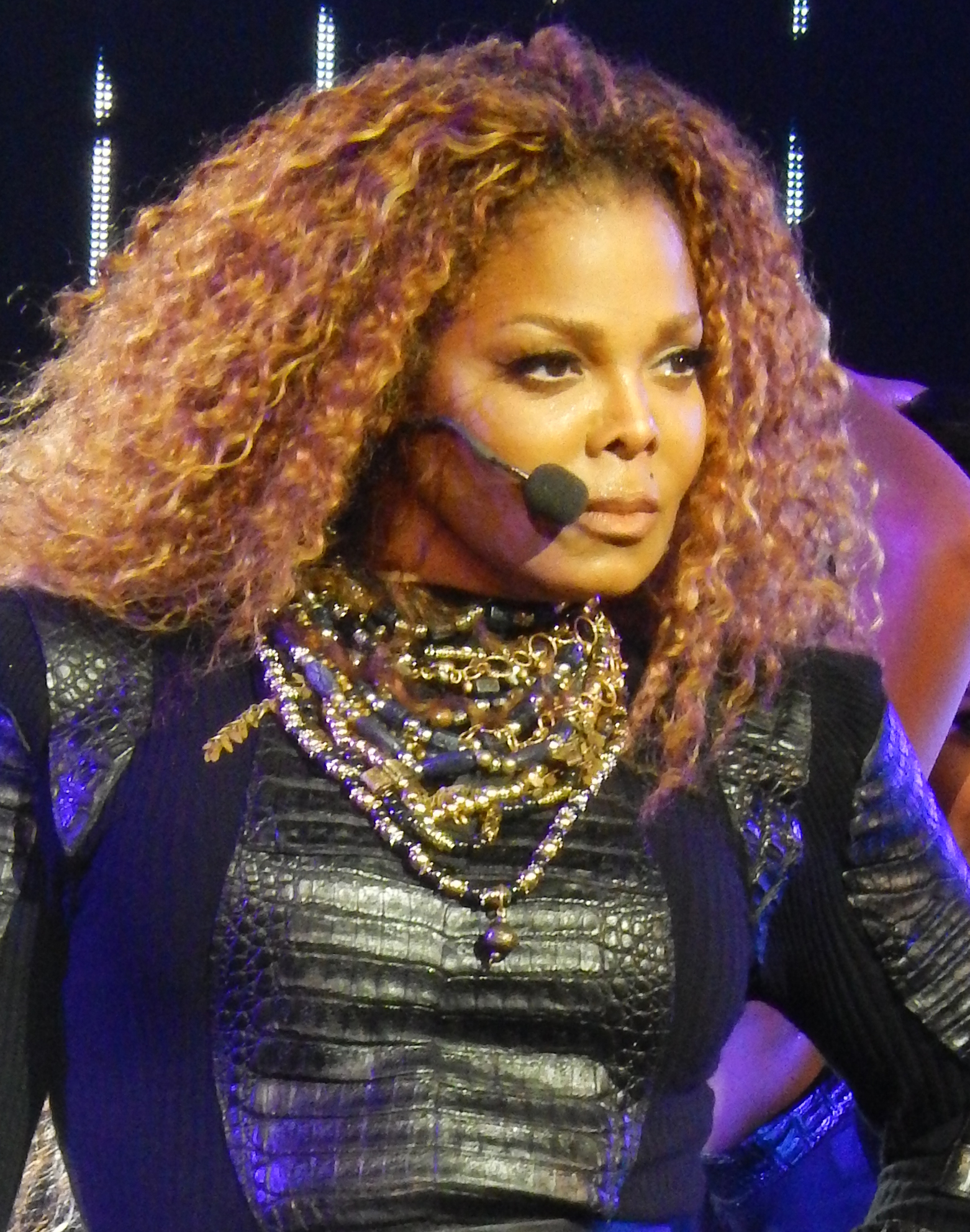
Janet Jackson è stata candidata in questa categoria 6 volte.

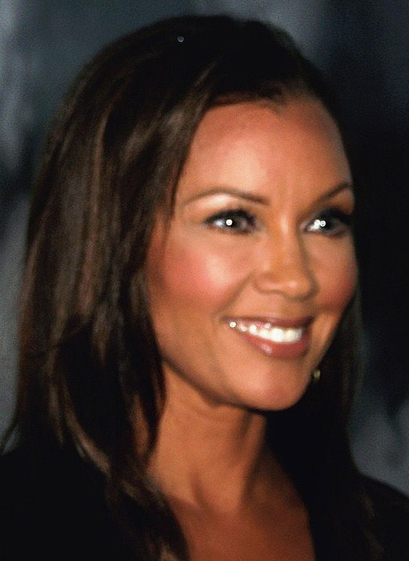
Vanessa L. Williams, candidata in questa categoria 5 volte.

  - Donna Summer - Dim All the Lights
  - Anita Ward - Ring My Bell
- 1981
  - Stephanie Mills - Never Knew Love like This Before
  - Roberta Flack - Roberta Flack Featuring Donny Hathaway
  - Aretha Franklin - I Can't Turn You Loose
  - Minnie Riperton - Love Lives Forever
  - Diana Ross - Upside Down
- 1982
  - Aretha Franklin - Hold On! I'm Comin
  - Patti Austin - Razzamatazz
  - Chaka Khan - What Cha' Gonna Do for Me
  - Teena Marie - It Must Be Magic
  - Stephanie Mills - Stephanie
- 1983
  - Jennifer Holliday - And I Am Telling You I'm Not Going
  - Aretha Franklin - Jump to It
  - Diana Ross - Muscles
  - Patrice Rushen - Forget Me Nots
  - Donna Summer - Love Is in Control (Finger on the Trigger)
  - Deniece Williams - It's Gonna Take a Miracle
- 1984
  - Chaka Khan - Chaka Khan
  - Aretha Franklin - Get It Right
  - Jennifer Holliday - Feel My Soul
  - Patti LaBelle - The Best Is Yet to Come
  - Stephanie Mills - Merciless
  - Deniece Williams - I'm So Proud
- 1985
  - Chaka Khan - I Feel for You
  - Patti Austin - Patti Austin
  - Shannon - Let the Music Play
  - Tina Turner - Let's Stay Together
  - Deniece Williams - Let's Hear It for the Boy
- 1986
  - Aretha Franklin - Freeway of Love
  - Whitney Houston - You Give Good Love
  - Chaka Khan - I Feel for You
  - Patti LaBelle - New Attitude
  - Teena Marie - Lovergirl
- 1987
  - Anita Baker - Rapture
  - Aretha Franklin - Jumpin' Jack Flash
  - Janet Jackson - Control
  - Chaka Khan - Destiny
  - Patti LaBelle - Winner in You
- 1988
  - Aretha Franklin - Aretha
  - Natalie Cole - Everlasting
  - Whitney Houston - For the Love of You
  - Jody Watley - Looking for a New Love
  - Nancy Wilson - Forbidden Lover
- 1989
  - Anita Baker - Giving You the Best That I Got
  - Taylor Dayne - I'll Always Love You
  - Pebbles - Girlfriend
  - Karyn White - The Way You Love Me
  - Vanessa L. Williams - The Right Stuff

### Anni 1990
- 1990

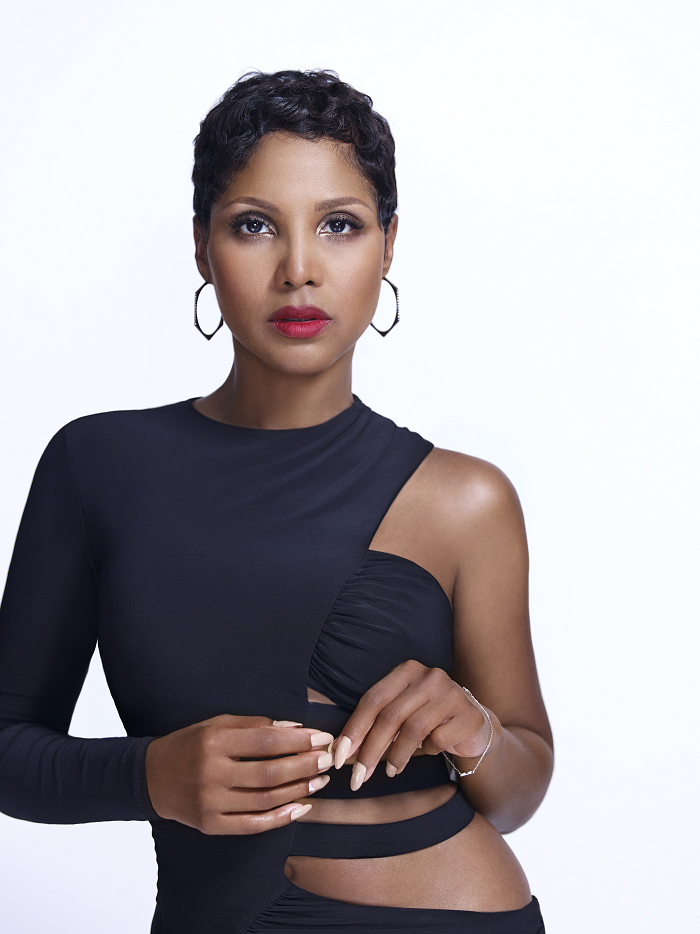
Toni Braxton ha vinto 4 premi in questa categoria.

  - Anita Baker - Giving You the Best That I Got
  - Natalie Cole - Good to Be Back
  - Aretha Franklin - Through the Storm
  - Janet Jackson - Miss You Much
  - Vanessa L. Williams - Dreamin'
- 1991
  - Anita Baker - Compositions
  - Regina Belle - Make It Like It Was
  - Janet Jackson - Alright
  - Patti LaBelle - I Can't Complain
  - Pebbles - Giving You the Benefit
- 1992
  - Lisa Fischer - How Can I Ease the Pain (ex aequo)
  - Patti LaBelle'- Burnin (ex aequo)
  - Aretha Franklin - What You See Is What You Sweat
  - Gladys Knight - Good Woman
  - Vanessa L. Williams - Running Back to You
- 1993
  - Chaka Khan - The Woman I Am
  - Oleta Adams - Don't Let the Sun Go Down on Me
  - Whitney Houston - I Belong to You
  - Shanice - I Love Your Smile
  - Vanessa L. Williams - The Comfort Zone
- 1994
  - Toni Braxton - Another Sad Love Song
  - Aretha Franklin - Someday We'll All Be Free
  - Whitney Houston - I'm Every Woman
  - Janet Jackson - That's The Way Love Goes
  - Patti LaBelle - All Right Now
- 1995
  - Toni Braxton - Breathe Again
  - Anita Baker - Body And Soul
  - Aretha Franklin - A Deeper Love
  - Gladys Knight - I Don't Want to Know
  - Meshell Ndegeocello - If That's Your Boyfriend (He Wasn't Last Night)
- 1996
  - Anita Baker - I Apologize
  - Brandy - Baby
  - Toni Braxton - I Belong To You
  - Mariah Carey - Always Be My Baby
  - Vanessa L. Williams - The Way That You Love
- 1997
  - Toni Braxton - You're Makin' Me High
  - Brandy - Sittin' Up in My Room
  - Mary J. Blige - Not Gon' Cry
  - Tamia - You Put a Move on My Heart
  - Whitney Houston - Exhale (Shoop Shoop)
- 1998
  - Erykah Badu - On & On
  - Chaka Khan - Summertime
  - Mariah Carey - Honey
  - Patti LaBelle - When You Talk About Love
  - Whitney Houston - I Believe in You and Me
- 1999
  - Lauryn Hill - Doo Wop (That Thing)
  - Aaliyah - Are You That Somebody?
  - Aretha Franklin - A Rose Is Still a Rose
  - Erykah Badu - Tyrone
  - Janet Jackson - I Get Lonely

### Anni 2000
- 2000
  - Whitney Houston - It's Not Right but It's Okay
  - Brandy - Almost Doesn't Count

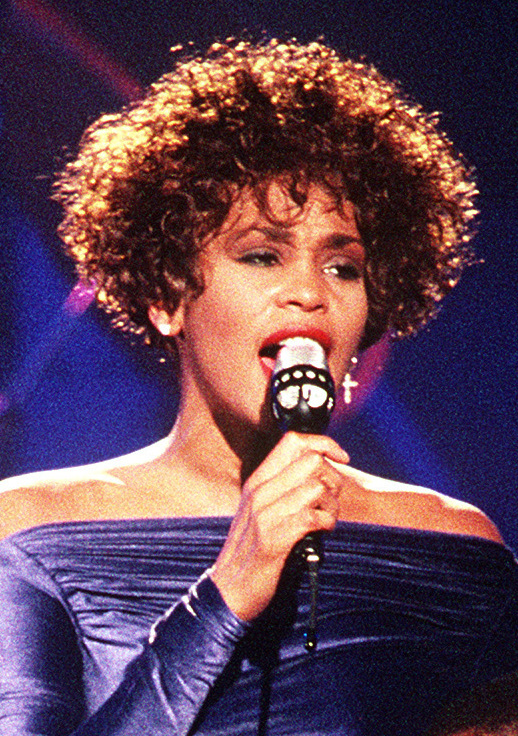
Whitney Houston, vincitrice nel 2000.

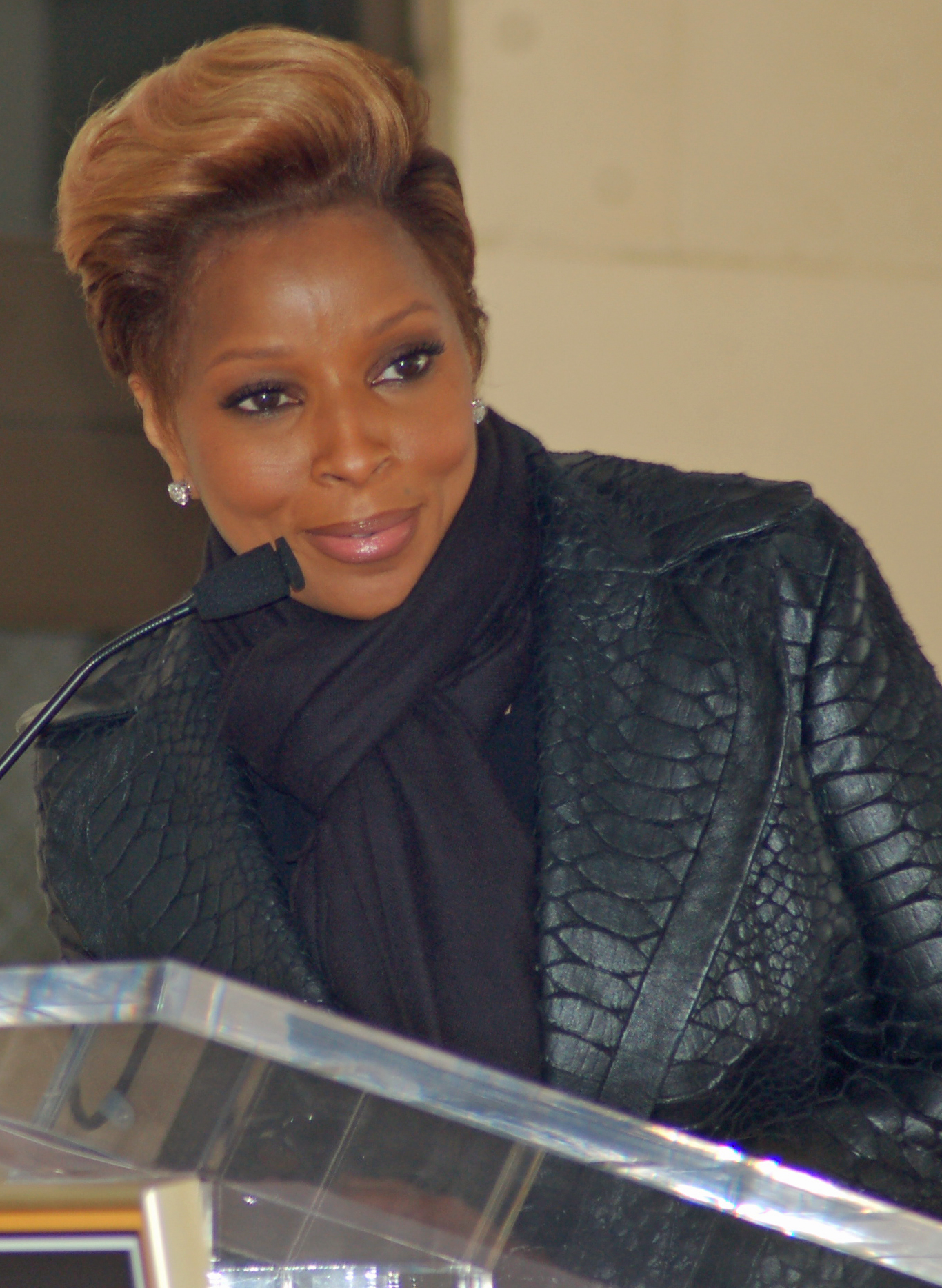
Mary J. Blige ha vinto 2 volte in questa categoria su un totale di 7 candidature.

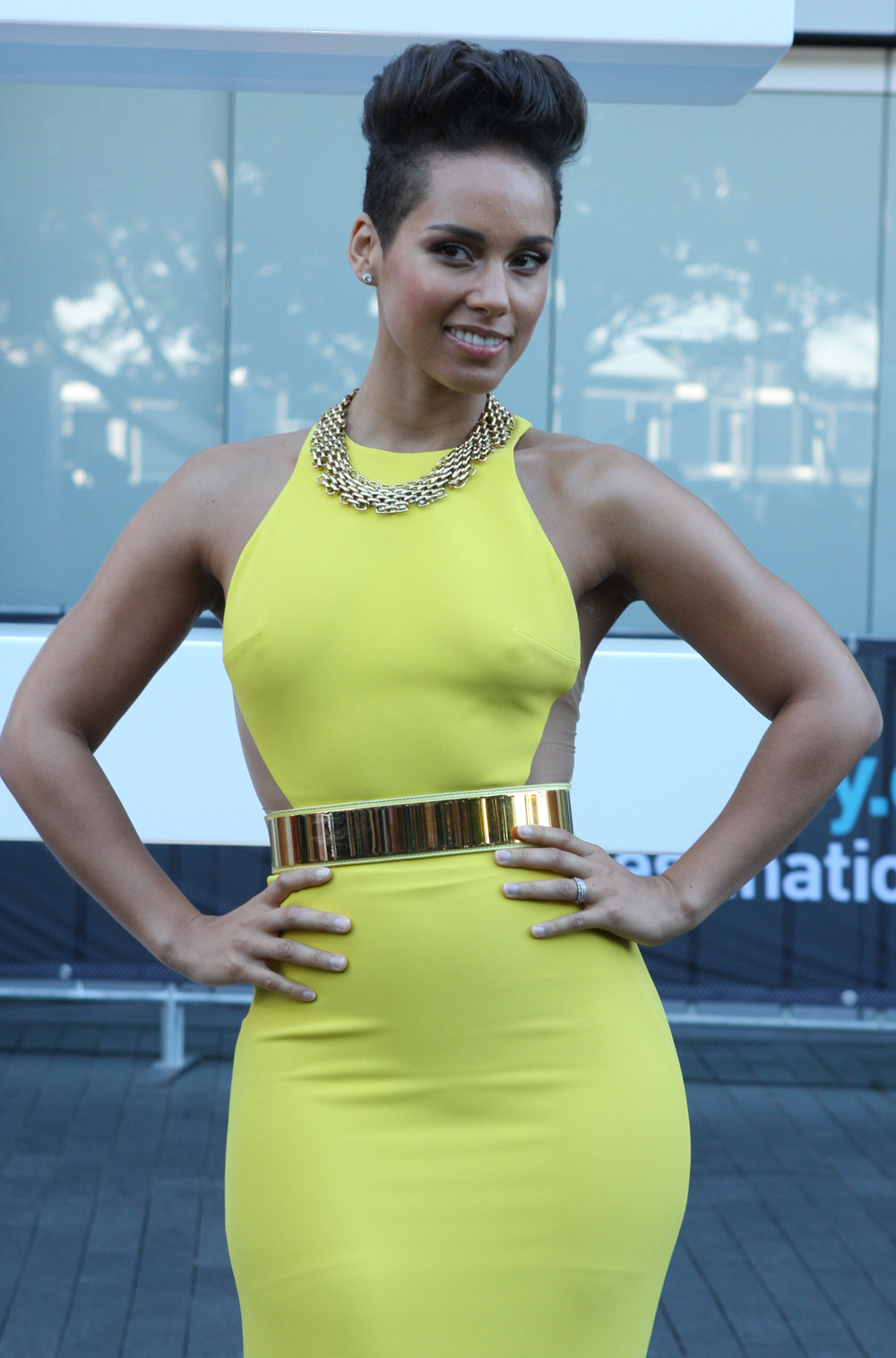
Alicia Keys ha vinto 4 volte in questa categoria.

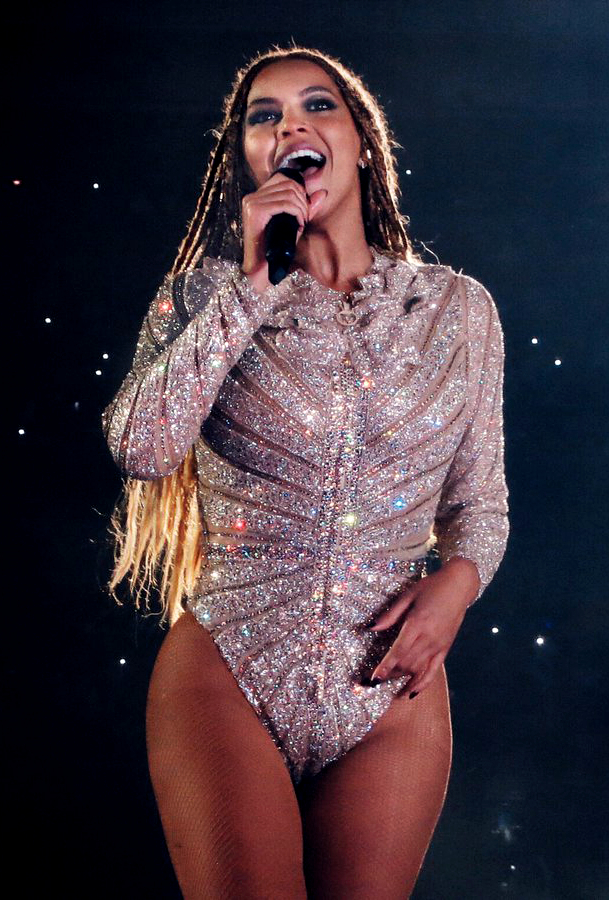
Beyoncé ha vinto 2 volte in questa categoria: nel 2004 e nel 2010.

  - Mary J. Blige - All That I Can Say
  - Faith Evans - Love Like This
  - Macy Gray - Do Something
- 2001
  - Toni Braxton - He Wasn't Man Enough
  - Aaliyah - Try Again
  - Erykah Badu - Bag Lady
  - Kelly Price - As We Lay
  - Jill Scott - Gettin' in the Way
- 2002
  - Alicia Keys - Fallin'
  - Aaliyah - Rock the Boat
  - India.Arie - Video
  - Mary J. Blige - Family Affair
  - Blu Cantrell - Hit 'em Up Style (Oops!)
  - Jill Scott - A Long Walk
- 2003
  - Mary J. Blige - He Think I Don't Know
  - Aaliyah - More Than a Woman
  - Ashanti - Foolish
  - Eartha - I'm Still Standing
  - Jill Scott - He Loves Me (Lyzel in E Flat)
- 2004
  - Beyoncé - Dangerously in Love 2
  - Ashanti - Rain on Me
  - Erykah Badu - Back in the Day
  - Mary J. Blige - Ooh!
  - Heather Headley - I Wish I Wasn't
- 2005
  - Alicia Keys - If I Ain't Got You
  - Janet Jackson - I Want You
  - Teena Marie - I'm Still in Love
  - Jill Scott - Whatever
  - Angie Stone - U-Haul
- 2006
  - Mariah Carey - We Belong Together
  - Amerie - 1 Thing
  - Fantasia - Free Yourself
  - Alicia Keys - Unbreakable
  - Beyoncé - Wishing on a Star
- 2007[2]
  - Mary J. Blige - Be Without You
  - India.Arie - I Am Not My Hair
  - Natalie Cole - Day Dreaming
  - Beyoncé - Ring the Alarm
  - Mariah Carey - Don't Forget About Us
- 2008[3]
  - Alicia Keys - No One
  - Mary J. Blige Just Fine
  - Fantasia When I See U
  - Chrisette Michele If I Have My Way
  - Jill Scott Hate On Me
- 2009[4]
  - Alicia Keys - Superwoman
  - Beyoncé Me, Myself and I (Live)
  - Keyshia Cole Heaven Sent
  - Jennifer Hudson Spotlight
  - Jazmine Sullivan Need U Bad

### Anni 2010
- 2010[5]
  - Beyoncé - Single Ladies (Put a Ring on It)
  - Melanie Fiona It Kills Me
  - Lalah Hathaway That Was Then
  - Ledisi Goin' Thru Changes
  - Jazmine Sullivan Lions, Tigers & Bears
- 2011[6]
  - Fantasia Barrino - Bittersweet
  - Faith Evans Gone Already
  - Monica Everything to Me
  - Kelly Price Tired
  - Jazmine Sullivan Holding You Down (Goin' in Circles)